# Bregmaceros arabicus
Bregmaceros arabicus är en fiskart som beskrevs av D'ancona och Cavinato, 1965. Bregmaceros arabicus ingår i släktet Bregmaceros och familjen Bregmacerotidae. Inga underarter finns listade.